# Стамен Стаменов (министър)
Вижте пояснителната страница за други личности с името Стамен Стаменов.
Стамен Цветков Стаменов е български политик от БКП, професор.

## Биография
Роден е на 15 септември 1922 година в с. Правешка Лакавица. Участва във Втората световна война 1944 – 1945. През 1944 г. завършва Полувисшия телеграфопощенски институт в София. От 1948 г. е член на БКП. През 1954 година завършва строително инженерство. Първоначално е старши инженер в Министерството на строежите, а от 1957 година е научен сътрудник в Научноизследователския строителен институт. По-късно става директор на института. От 1962 г. е професор и става завеждащ отдел „Строителство, транспорт и съобщения“ към ЦК на БКП.
В периода 1971 – 1972 г. е министър на строежите и строителните материали, министър без ресор (1972) и член на ЦК на БКП. Между 1974 и 1977 г. е министър на минералните ресурси и министър на минералните ресурси и металургията. През 1980 – 1981 г. е заместник-председател на Министерския съвет и министър на минералните ресурси и металургията в правителството на Гриша Филипов.